# Jack Paar
Jack Paar est un animateur de télévision américain né le 1er mai 1918 à Canton, Ohio (États-Unis) et mort le 27 janvier 2004 à Greenwich (États-Unis).

## Filmographie
- 1948 : Variety Time : Master of Ceremonies
- 1949 : La Vie facile (Easy Living) de Jacques Tourneur : Scoop Spooner
- 1950 : L'étranger dans la cité (Walk Softly, Stranger) de Robert Stevenson : Ray Healy
- 1951 : Love Nest : Ed Forbes
- 1953 :  Down Among the Sheltering Palms de Edmund Goulding : Lt. Mike Sloan

À noter que Jack Paar apparait dans une des scènes bonus de la version Signature du Géant de Fer, réalisé par Brad Bird.